# Novi Vavilon
Novi Vavilon (rus: Новый Вавилон títol alternatiu: rus: Штурм неба) és una pel·lícula muda històrica del 1929 escrita i dirigida per Grigori Kózintsev i Leonid Trauberg. La pel·lícula tracta sobre la comuna de París de 1871 i el esdeveniments que la van provocar, i segueix la trobada i el tràgic destí de dos amants separats per les barricades de la Comuna.
El compositor Dmitri Xostakovitx va escriure la seva primera banda sonora per a aquesta pel·lícula. En el cinquè rodet de la partitura cita l'himne revolucionari, "La Marsellesa" (representa la Comuna), juxtaposat contrapunt amb el famós "Can-can" d’Orphée aux enfers de Jacques Offenbach.
El metratge de Novi Vavilon es va incloure al llargmetratge de Guy Debord La Société du spectacle (1973).
Kozintsev i Trauberg van trobar part de la seva inspiració a La guerra civil a França de Karl Marx i La lluita de classes a França,, 1848–50.

## Antecedents
Com va admetre més tard un dels directors, Leonid Trauberg, la pel·lícula tal com està és una mica difícil de seguir. El seu subtítol Assalt al cel: episodis de la guerra francoprussiana i la comuna de París, 1870–71 fa força obvi que és una pel·lícula principalment política i no una història d'amor. Es necessiten alguns coneixements bàsics de la comuna de París per entendre què passa al voltant dels dos amants.
AS Fiona Ford comenta: "Tant Novi Vavilon com Oktiabr de Serguei Eisenstein són episòdics en l'estructura i requereixen un coneixement íntim dels seus períodes històrics rellevants (de la Comuna de París de 1871 en el cas de Novi Vavilon) Per apreciar millor les intencions dels directors i sovint simplement per seguir la diègesi."
Després de la desastrosa guerra francoprussiana de 1870, les forces prussianes victorioses l'exèrcit prussià van envoltar breument París, tallant-la de la resta del país, mentre es lliurava una guerra civil entre el govern de dretes recolzat per la burgesia amb suport de les restes destrossades de l'exèrcit francès derrotat (gorres amb un número de regiment en una franja clara), i els treballadors d'esquerres i la seva Guàrdia Nacional (gorres fosques). Una de les escenes de la pel·lícula presenta els antics canons de bronze de la Guàrdia Nacional, que havien estat pagats amb subscripció pública.
El govern nacionalista derrotat va fugir desordenat cap a l'antic Palau de Versalles a unes quinze milles fora de París. Els obrers es van apoderar de grans àrees del centre de París i van organitzar una Comuna sota la bandera roja, el primer intent de govern comunista del món.

## Argument
La pel·lícula està ambientada a la primavera de 1871 durant l'època de la Comuna de París, immediatament després del final de la guerra francoprussiana. Louise treballa com a venedora en una botiga majorista de París anomenada "La Nova Babilònia". Està involucrada en la Comuna, contra la qual Jean, un jove del camp sense filiació política, ha de lluitar com a soldat a l'exèrcit controlat pel govern francès. Louise i Jean estan enamorats l'un de l'altre tot i que estan en bàndols oposats, però el seu amor no té cabuda en una època d'agitació política. Al final de la pel·lícula, Jean rep l'ordre de cavar una tomba per a Louise, que ha estat condemnada a mort pel tribunal.

## Repartiment
- Arnold Arnold – diputat
- Serguei Gueràssimov – periodista Loutro
- David Gutman - propietari de la botiga "New Babylon"
- Oleg Jakov - membre de la Comuna de París
- Ianina Jeimo – modista Teresa
- Andrei Kostritxkin – agutzil
- Elena Kuzmina – venedora Louise
- Sofia Magarill – actriu
- Tamara Makarova – ballarina de cancà
- Vsevolod Pudovkin – agutzil
- Liudmila Semionova - ballarina de can-can
- Piotr Sobolevski - soldat Jean
- Eugene Txerviakov – soldat de la guàrdia nacional

## Producció
Novi Vavilon es va posar en escena amb membres de la "Fàbrica de l'actor excèntric" (FEKS) una associació d'artistes d'avantguarda fundada per Kózintsev i Trauberg el 1922 que pretenia crear nous camins en les arts escèniques. FEKS va començar com a grup de teatre, però en els anys següents molts dels seus membres van donar forma a la història del cinema rus-soviètic quan treballaven com a actors, equipaments i directors de fotografia. Volien allunyar-se de l'estètica del naturalisme i l'empatia de l'art burgès, i van veure l'Excentrisme (tal com s'exposa al Manifest excèntric de Trauberg) com una nova direcció dins de l'avantguarda que pretenia trobar un lloc entre el futurisme, el surrealisme i el constructivisme dadaísta.
Els FEKS van ser influenciats per l'art de carrer i la seva preferència cinematogràfica era D. W. Griffith i Chaplin, i no el cinema expressionista alemany de començament de la dècada del 1920."Ahir: salons, reverències, barons. Avui: crits de noticiaris, escàndols, porra de policia, soroll, crits, trepitjades, córrer", van declarar Kosintsev i Trauberg al seu Manifest de l'actor excèntric.
Com Kózintsev i Trauberg, Dmitri Xostakovitx de vint-i-dos anys era membre del grup de cinema "FEKS", dedicat a l'abolició de les fronteres entre el teatre, el cinema, el circ, la sala de música i l'òpera. En la seva partitura va utilitzar diverses formes musicals: melodies de dansa i opereta així com música popular francesa i cançons revolucionàries: "Ça ira", "La Carmagnole" i "La Marsellesa"; va servir de leitmotiv per a la burgesia reaccionària i s'utilitzava de diverses formes, com can-can, vals o galop.
La partitura, que porta l'Opus número 18, es va perdre poc després de l'estrena, i només es va descobrir de nou poc després de la mort de Xostakovitch el 1975.
L'estrena russa de Novi Vavilon va tenir lloc el 18 de març de 1929 a Leningrad.
La partitura era d'una complexitat sense precedents i seguia de prop els ràpids talls transversals de la pel·lícula. El mateix Xostakovitx va interpretar la partitura original per a piano en solitari per a dues projeccions de previsualització de la indústria. Però els censors de Sovkino van ordenar que s'eliminés més del 20% de la pel·lícula, i els intents de reeditar la complexa versió orquestral de la partitura van resultar desastrosos, amb orquestres lluitant per interpretar-la. Una còpia de la partitura per a piano, originalment destinada a cinemes més petits, va ser redescoberta i va tenir la seva primera actuació pública en directe el 25 de març de 2017 al Barbican Centre de Londres.